# Busted (musikalbum)
Busted är det första och självbetitlade albumet av det brittiska bandet Busted. Albumet gavs ut 2002.

## Låtlist
1. What I go to School For
2. Crash And Burn
3. Britney
4. Losing You
5. Year 3000
6. Psycho Girl
7. All the Way
8. Sleeping With the Light On
9. Dawson's Geek
10. When Day Turns Into Night
11. Everything I Knew
12. Without You
13. Interlude
14. Loser Kid

## Om albumet
Låten What I go to School For handlar om en lärare, vid namn Michelle Blair, som Matt Willis var kär i under sin skoltid. Det var också deras första singel och utgavs 2002. Jonas Brothers har gjort en cover på denna låt.
Låten Year 3000 handlar om James Bourne's lyrik kring "Tillbaka till framtiden". Jonas Brothers har gjort en cover av denna låt.